# Harry Huskey
Harry Douglas Huskey (Great Smoky Mountains, Észak-Karolina, 1916. január 19. – Santa Cruz, Kalifornia, 2017. április 9.) amerikai mérnök, a számítástechnika egyik úttörője.

## Életpályája
Észak-Karolinában született, és Idaho államban nőtt fel, ahol az iskoláit is végezte. Az Ohio State University-n doktorált 1943-ban. Matematikát tanított a pennsylvaniai egyetemen, és közben 1945-ben részt vett az ENIAC számítógép megvalósításában is. Egy évet Nagy-Britanniában töltött, ahol többek között Alan Turinggal is dolgozott. Szerepet vállalt az EDVAC és SEAC számítógépek megvalósításában is.
Megtervezte a Bendix G15 számítógépet, amelyet ma az első személyi számítógépnek tartunk.
1954-től a Berkeley-i University of California tanára, ahol Niklaus Wirth programozási nyelveket tervező csapatát felügyelte, majd 1966-tól a Santa Cruz-i egyetemen dolgozott. 1986-ban vonult nyugdíjba.

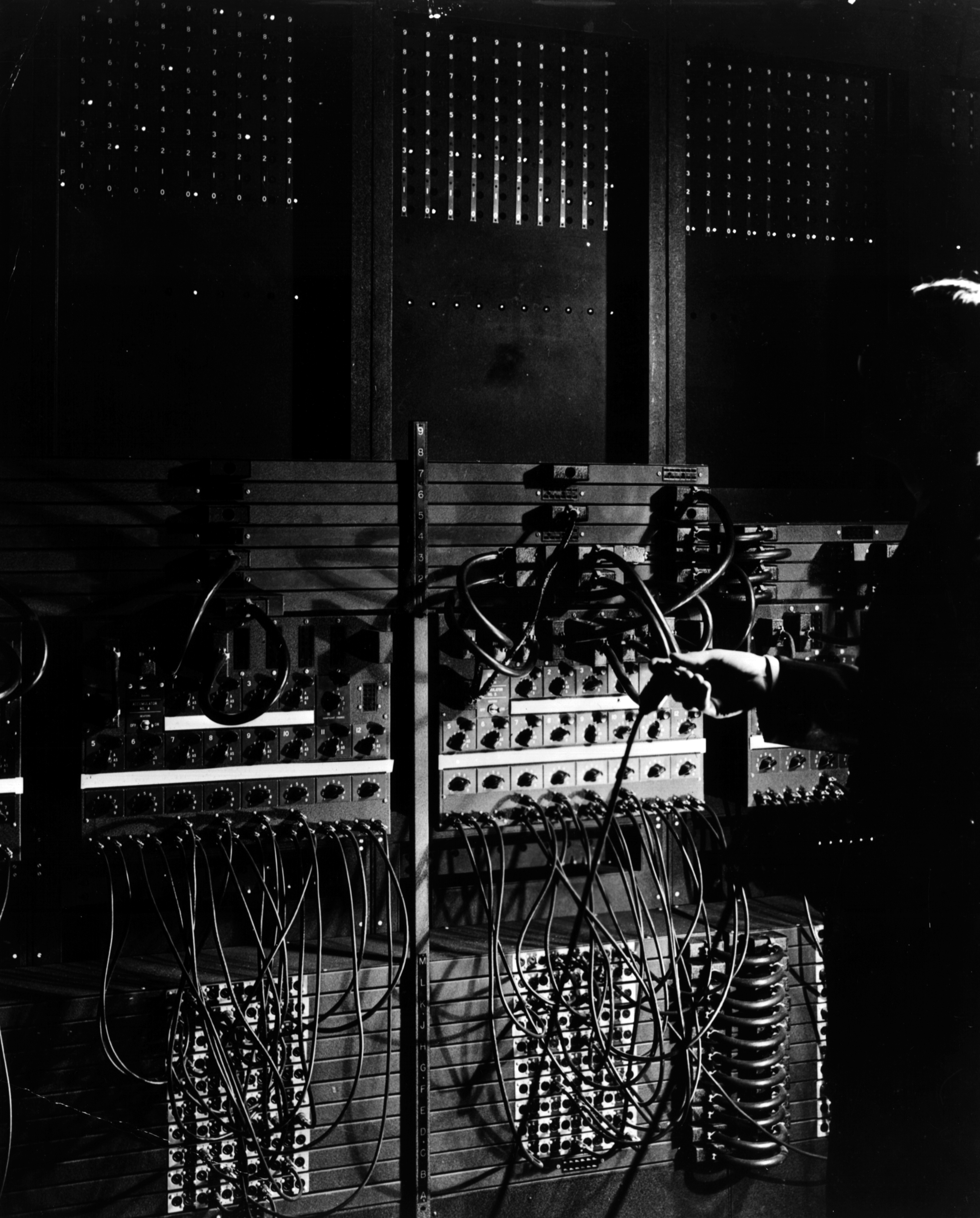
Huskey az ENIAC egyik kábelével a kezében

## Válogatott munkái
- Huskey, H. D. Harry D. Huskey: His Story. BookSurge Publishing, 2004. ISBN 1-59457-680-7.
- Huskey, H. D. The ACE Test Assembly, the Pilot ACE, the Big ACE, and the Bendix G15. In Copeland, B. J., Alan Turing's Automatic Computing Engine, 281–295. o. Oxford University Press, 2005. ISBN 0-19-856593-3.
- Huskey, H. D. The state of the art in electronic digital computing in Britain and the United States (1947). In Copeland, B. J., Alan Turing's Automatic Computing Engine, 529–540. o. Oxford University Press, 2005. ISBN 0-19-856593-3.
- Huskey, H. D., Huskey, V. R. Lady Lovelace and Charles Babbage. 1980 Annals of the History of Computing (Volume: 2, Issue: 4)

## Díjak
- 2013, a Computer History Museum Museum Fellow díja[4]

## Fordítás
- Ez a szócikk részben vagy egészben  a   Harry Huskey című angol Wikipédia-szócikk fordításán alapul.  Az eredeti cikk szerkesztőit annak laptörténete sorolja fel. Ez a jelzés csupán a megfogalmazás eredetét és a szerzői jogokat jelzi, nem szolgál a cikkben szereplő információk forrásmegjelöléseként.